# ريكو بيتر
ريكو بيتر هو لاعب إسكواش سويسري، ولد في 31 مارس 1989 في لوسرن في سويسرا.

## وصلات خارجية
- ريكو بيتر على موقع الاتحاد الدولي لمحترفي الاسكواش (مؤرشف) (الإنجليزية)
- ريكو بيتر على موقع SquashInfo.com (الإنجليزية)